# Paștile Blajinilor
Paștele sau Paștile Blajinilor este o sărbătoare religioasă, considerată de unii ca fiind creștină, iar de alții ca fiind o sărbătoare cu rădăcini păgâne cu influențe creștine considerabile. Sărbătorită preponderent în Europa de Sud-Est, această sărbătoare are la bază pomenirea celor decedați și anume a rudelor și prietenilor apropiați. De Paștile Blajinilor credincioșii vizitează mormintele rudelor/apropiaților de la cimitire, le aduc în ordine, iar după slujbă preoții săvârșesc sfințirea lor.
Tradițional Paștile Blajinilor se sărbătorește în lunea de după Duminica Tomii, la o săptămână de la Învierea Domnului, Paștile propriu-zis. În localitățile rurale mai mari și în orașele în care sunt mai multe cimitire, sărbătoarea are loc timp de mai multe zile, începând de sâmbătă.
Țara unde sărbătoarea ia cea mai mare amploare este Republica Moldova, unde ziua de luni de după duminica Paștelui Blajinilor (la o săptămână după Paștile creștin-ortodox) este declarată oficial ca fiind zi liberă.
În capitala Republicii Moldova, în Chișinău, tradițional de Paștele Blajinilor municipalitatea pune la dispoziția populației rute de autobuz gratuite către cel mai mare cimitir din țară și unul din cele mai mari din Europa – Cimitirul Sfântul Lazăr (Doina).
La slavii de est ortodocși există o sărbătoare similară, numită Radonița (Радоница) la ruși, Radaunița (Радаўнiца) la bieloruși și Provodî (Проводи) la ucraineni, sărbătorită în ziua de marți de după Duminica Tomii.
În perioada comunistă sărbătoarea nu se putea ținea lunea, aceasta fiind zi de muncă, de aceea a apărut obiceiul de a pomeni pe cei răposați duminica, zi oficială de odihnă, ceea ce nu corespunde tradițiilor, întrucât Biserica Ortodoxă nu oficiază pomenirea morților în Săptămâna Luminată, inclusiv în Duminica Tomii, fiind vreme de bucurie pentru Învierea Domnului. Pomenirile în alte zile apropiate Paștilor Blajinilor, nu sunt o regulă oficială, consfințită de Biserică, ci doar o practică locală.